# Clima lui Marte

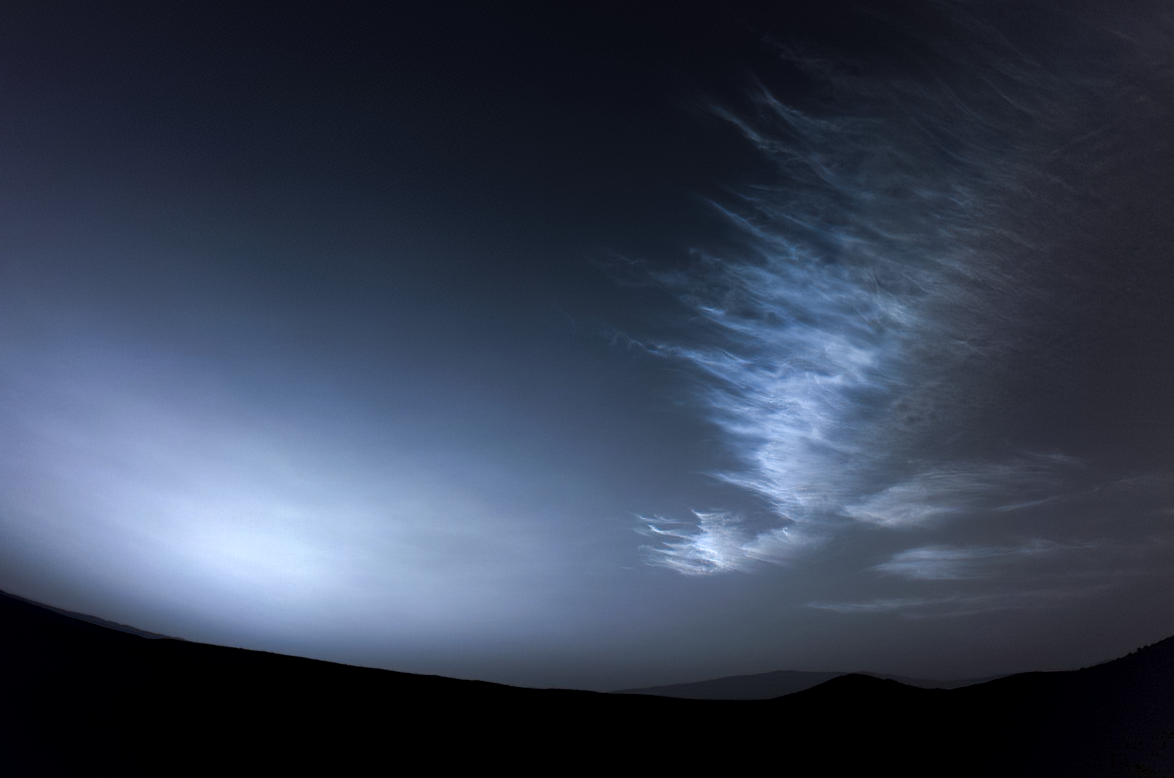
Cerul înnorat al planetei Marte văzut de roverul Perseverance în 2023, sol 738.

Clima planetei Marte a fost un subiect de curiozitate științifică timp de secole, în parte pentru că este singura planetă terestră a cărei suprafață poate fi ușor observată în detaliu de pe Pământ, cu ajutorul unui telescop.
Deși Marte este mai mică decât Pământul, având doar o zecime din masa Pământului, și fiind cu 50% mai îndepărtată de Soare decât acesta, clima sa are asemănări importante, cum ar fi prezența calotelor polare, schimbările sezoniere și modelele meteorologice observabile. Aceasta a atras un studiu susținut din partea planetologilor și climatologilor. În timp ce clima lui Marte are asemănări cu cea a Pământului, inclusiv ere glaciare periodice, există și diferențe importante, cum ar fi o inerție termică mult mai mică. Atmosfera lui Marte are o înălțime de aproximativ 11 km, cu 60% mai mare decât cea de pe Pământ. Clima are o relevanță considerabilă pentru întrebarea dacă viața este sau a fost vreodată prezentă pe planetă.
Marte a fost studiată de instrumentele de pe Pământ încă din secolul al XVII-lea, dar abia de când a început explorarea planetei Marte, la mijlocul anilor 1960, a fost posibilă observarea de aproape. Navele spațiale de survol și cele orbitale au furnizat date de sus, în timp ce sondele de aterizare și roverele au măsurat direct condițiile atmosferice. Instrumentele avansate de pe orbita terestră continuă astăzi să furnizeze unele observații utile "de ansamblu" ale unor fenomene meteorologice relativ mari.
Prima misiune de survolare a planetei Marțian a fost Mariner 4, care a sosit în 1965. Acea trecere rapidă de două zile (14-15 iulie 1965) cu instrumente rudimentare a contribuit foarte puțin la cunoașterea climatului marțian. Misiunile ulterioare ale lui Mariner (Mariner 6 și 7) au completat unele dintre lacunele în ceea ce privește informațiile climatice de bază. Studiile climatice bazate pe date au început cu adevărat cu sondele din programul Viking în 1975 și continuă cu sonde precum Mars Reconnaissance Orbiter.
Această activitate de observare a fost completată de un tip de simulare științifică pe calculator numit modelul de circulație generală a planetei Marte. Mai multe iterații diferite ale MGCM au dus la o mai bună înțelegere a planetei Marte, precum și a limitelor acestor modele.

## Observații climatice istorice
Giacomo Maraldi⁠(d) a stabilit în 1704 că calota sudică nu este centrată pe polul de rotație al lui Marte. În timpul opoziției din 1719, Maraldi a observat ambele calote polare și variabilitatea temporală a întinderii lor.
William Herschel a fost primul care a dedus densitatea scăzută a atmosferei marțiene în lucrarea sa din 1784, intitulată "On the remarkable appearances at the polar regions on the planet Mars, the inclination of its axis, the position of its poles, and its spheroidal figure; with a few hints relating to its real diameter and atmosphere". Atunci când Marte părea să treacă pe lângă două stele slabe, fără a le afecta strălucirea, Herschel a concluzionat corect că acest lucru înseamnă că în jurul lui Marte exista puțină atmosferă care să interfereze cu lumina lor.
Descoperirea de către Honore Flaugergues⁠(d), în 1809, a "norilor galbeni" de pe suprafața lui Marte este prima observație cunoscută a furtunilor de praf marțiene. Flaugergues a observat, de asemenea, în 1813, o scădere semnificativă a gheții polare în timpul primăverii marțiene. Speculația sa conform căreia acest lucru însemna că Marte era mai caldă decât Pământul s-a dovedit a fi inexactă.

## Paleoclimatologie marțiană
Există două sisteme de datare utilizate în prezent pentru timpul geologic marțian. Unul se bazează pe densitatea craterelor și are trei perioade: Noahian⁠(d), Hesperian⁠(d) și Amazonian. Celălalt este o cronologie mineralogică, având, de asemenea, trei perioade: Phyllocian, Theikian și Siderikia
Observațiile și modelarea efectuate recent oferă informații nu numai despre condițiile climatice și atmosferice actuale de pe Marte, ci și despre trecutul său. Atmosfera marțiană din epoca noachiană a fost mult timp teoretizată ca fiind bogată în dioxid de carbon. Observațiile spectrale recente ale depozitelor de minerale argiloase de pe Marte și modelarea condițiilor de formare a mineralelor argiloase au constatat că în argila din acea epocă exista foarte puțin sau deloc carbonat. Formarea argilei într-un mediu bogat în dioxid de carbon este întotdeauna însoțită de formarea de carbonat, deși carbonatul poate fi dizolvat ulterior de aciditatea vulcanică.
Descoperirea de minerale formate de apă pe Marte, inclusiv hematit și jarosit, de către roverul Opportunity și goetit de către roverul Spirit, a dus la concluzia că, în trecutul îndepărtat, condițiile climatice au permis existența apei pe Marte. Morfologia unor cratere de impact de pe Marte indică faptul că solul era umed în momentul impactului. De asemenea, observațiile geomorfice, atât în ceea ce privește rata de eroziune a peisajului, cât și rețelele de văi marțiene implică, de asemenea, existența unor condiții mai calde și mai umede pe Marte în epoca Noachiană (mai devreme de acum aproximativ patru miliarde de ani). Cu toate acestea, analiza chimică a probelor de meteoriți marțieni sugerează că temperatura ambiantă din apropierea suprafeței lui Marte a fost cel mai probabil sub 0 °C în ultimii patru miliarde de ani.
Unii oameni de știință susțin că marea masă a vulcanilor Tharsis a avut o influență majoră asupra climei lui Marte. Vulcanii în erupție degajă cantități mari de gaze, în principal vapori de apă și CO2. Este posibil ca vulcanii să fi eliberat suficient gaz pentru a face ca atmosfera marțiană anterioară să fie mai groasă decât cea a Pământului. Vulcanii ar fi putut, de asemenea, să emită suficient H2O pentru a acoperi întreaga suprafață marțiană până la o adâncime de 120 m. Dioxidul de carbon este un gaz cu efect de seră care crește temperatura unei planete: acesta reține căldura prin absorbția radiațiilor infraroșii. Astfel, vulcanii Tharsis, prin emiterea de CO2, ar fi putut face ca Marte să fie mai asemănătoare cu Pământul în trecut. Este posibil ca Marte să fi avut cândva o atmosferă mult mai densă și mai caldă, iar oceane sau lacuri să fi fost prezente. Cu toate acestea, s-a dovedit a fi extrem de dificil să se construiască modele climatice globale convingătoare pentru Marte, care să producă temperaturi de peste 0 °C în orice moment din istoria sa, deși acest lucru poate reflecta pur și simplu probleme în calibrarea precisă a unor astfel de modele.
Dovezile unei ere glaciare extreme, recente din punct de vedere geologic, pe Marte au fost publicate în 2016. Cu doar 370.000 de ani în urmă, planeta ar fi apărut mai mult albă decât roșie.

## Vreme

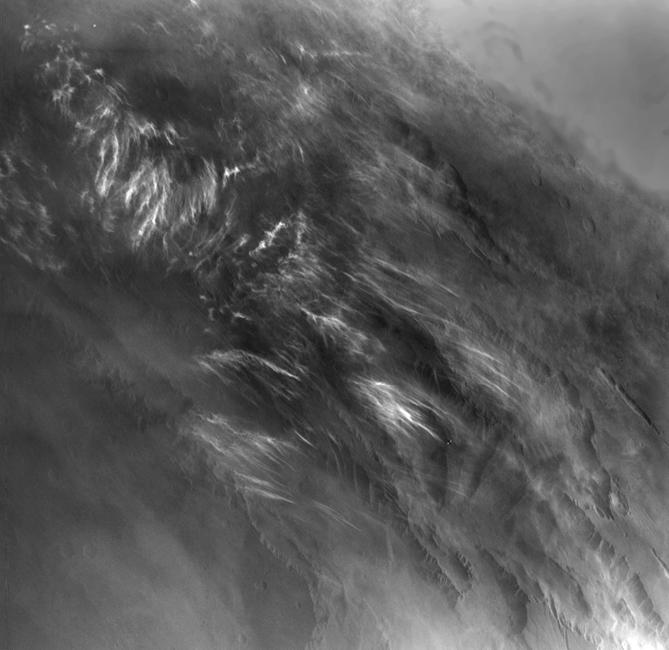
Nori marțieni de dimineață (Viking Orbiter 1, 1976)

Temperatura și circulația pe Marte variază în fiecare an marțian (așa cum este de așteptat pentru orice planetă cu atmosferă și înclinare axială). Marte nu are oceane, o sursă de variație interanuală importantă pe Pământ. Datele Mars Orbiter Camera începând din martie 1999 și acoperind 2,5 ani marțieni arată că vremea marțiană tinde să fie mai repetabilă și, prin urmare, mai previzibilă decât cea de pe Pământ. Dacă un eveniment are loc într-un anumit moment al anului într-un an, datele disponibile (așa rare cum sunt) indică faptul că este destul de probabil să se repete în anul următor aproape în același loc, cu o săptămână mai mult sau mai puțin.
Pe 29 septembrie 2008, modulul de aterizare Phoenix a detectat zăpadă care cădea din nori la 4,5 kilometri deasupra locului de aterizare, în apropiere de craterul Heimdal. Precipitațiile s-au vaporizat înainte de a ajunge la sol, un fenomen numit virga.

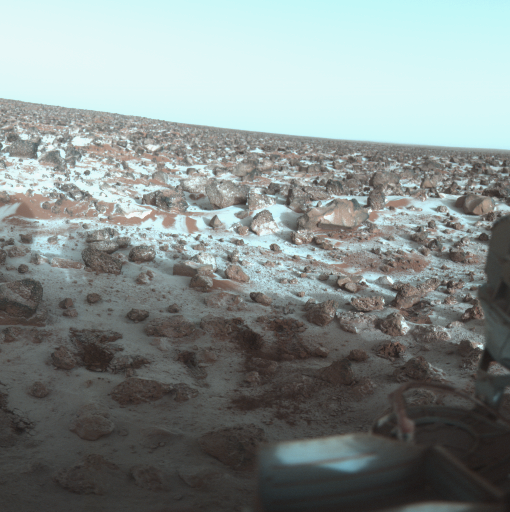
Apă înghețată precipitată care acoperă câmpia marțiană, apa înghețată precipitată prin aderarea la gheață carbonică (observată de landerul)

## Nori

Nori de gheață care se deplasează deasupra locului de aterizare Phoenix pe o perioadă de 10 minute (29 august 2008)

Furtunile de praf marțiene pot ridica în atmosferă particule fine în jurul cărora se pot forma nori. Acești nori se pot forma la foarte mare înălțime, până la 100 km deasupra planetei. La fel ca și furtunile de praf marțian, norii se pot forma în mod natural ca urmare a formării de gheață carbonică sau de apă și gheață. În plus, s-au format nori mai rari, de tipul "Mother of Pearl", atunci când toate particulele unui nor se formează în același timp, creând nori irizanți uimitori. Primele imagini ale planetei Marte trimise de Mariner 4 au arătat nori vizibili în atmosfera superioară a planetei Marte. Norii sunt foarte slabi și pot fi văzuți doar reflectând lumina soarelui pe întunericul cerului de noapte. Din acest punct de vedere, ei arată asemănător cu norii mezosferici, cunoscuți și sub numele de nori noctilucenți, de pe Pământ, care apar la aproximativ 80 km deasupra planetei noastre.

## Temperatura
Măsurătorile temperaturii marțiene sunt anterioare erei spațiale. Cu toate acestea, instrumentele și tehnicile timpurii de radioastronomie au produs rezultate brute și diferite. Primele sonde de survolare (Mariner 4) și sondele ulterioare au folosit ocultarea radio pentru a efectua aeronomie. Având compoziția chimică deja dedusă din spectroscopie, temperatura și presiunea puteau fi apoi derivate. Cu toate acestea, ocultările de zbor nu pot măsura proprietățile decât de-a lungul a două transecte, la intrarea și ieșirea traiectoriilor lor din discul lui Marte, așa cum este văzut de pe Pământ. Acest lucru are ca rezultat "instantanee" ale vremii într-o anumită zonă, la un anumit moment. Orbiterii măresc apoi numărul de transecte radio. Misiunile ulterioare, începând cu cele două misiuni Mariner 6 și 7, plus misiunile sovietice Marte 2 și 3, au transportat detectoare de infraroșu pentru a măsura energia radiantă. Mariner 9 a fost primul care a plasat un radiometru și un spectrometru în infraroșu pe orbita lui Marte în 1971, împreună cu celelalte instrumente și cu emițătorul radio. Au urmat Viking 1 și 2⁠(d), care nu aveau doar radiometre termice în infraroșu (IRTM). Misiunile puteau, de asemenea, să coroboreze aceste seturi de date de teledetecție nu numai cu ajutorul brațelor meteorologice ale landerului lor in situ, ci și cu senzori de temperatură și presiune la altitudine mai mare pentru coborârea lor.
Au fost raportate diferite valori in situ pentru temperatura medie de pe Marte, o valoare comună fiind -63 °C. Temperaturile de la suprafață pot atinge un maxim de aproximativ 20 °C la amiază, la ecuator, și un minim de aproximativ -153 °C la poli. Măsurătorile reale ale temperaturii la locul de amplasare a modulului de aterizare Viking variază de la -17,2 °C la -107 °C. Cea mai caldă temperatură a solului estimată de Viking Orbiter a fost de 27 °C. Roverul Spirit a înregistrat o temperatură maximă a aerului din timpul zilei la umbră de 35 °C, iar în mod regulat a înregistrat temperaturi mult peste 0 °C, cu excepția iernii.
S-a raportat că „Pe baza datelor privind temperatura aerului pe timp de noapte, toate primăverile nordice și începutul verii nordice observate până acum au fost identice în limitele nivelului de eroare experimentală (până la ±1 °C)”, dar că „datele pe timp de zi, totuși, sugerează o poveste oarecum diferită, cu temperaturi care variază de la un an la altul cu până la 6 °C în acest anotimp. Această discrepanță între zi și noapte este neașteptată și nu este înțeleasă”. În primăvara și vara sudică, variația este dominată de furtunile de praf care cresc valoarea temperaturii scăzute din timpul nopții și scad temperatura maximă din timpul zilei. Acest lucru duce la o scădere mică (20 °C) a temperaturii medii de suprafață și la o creștere moderată (30 °C) a temperaturii din atmosfera superioară.
Înainte și după misiunile Viking, temperaturi marțiene mai noi și mai avansate au fost determinate de pe Pământ prin spectroscopie cu microunde. Deoarece fasciculul de microunde, de mai puțin de 1 minut de arc, este mai mare decât discul planetei, rezultatele sunt medii globale. Mai târziu, Spectrometrul de emisie termică al Mars Global Surveyor și, într-o măsură mai mică, THEMIS al 2001 Mars Odyssey⁠(d) nu au putut reproduce doar măsurătorile în infraroșu, ci au putut compara datele obținute de lander, rover și datele de microunde de pe Pământ. Mars Reconnaissance Orbiter's Mars Climate Sounder poate deriva în mod similar profilurile atmosferice. Seturile de date „sugerează temperaturi atmosferice în general mai reci și o încărcătură de praf mai mică în ultimele decenii pe Marte decât în timpul misiunii Viking”, deși datele Viking fuseseră revizuite anterior în scădere. Datele TES indică „Temperaturi atmosferice globale mult mai reci (10-20 K) au fost observate în timpul perioadelor de periheliu din 1997 față de cele din 1977” și „că atmosfera globală de afeliu a lui Marte este mai rece, mai puțin prăfuită și mai noroasă decât indică climatologia stabilită de Viking”, din nou, luând în considerare revizuirile Wilson și Richardson ale datelor Viking.
O comparație ulterioară, deși admitea că „înregistrarea cu microunde a temperaturilor aerului este cea mai reprezentativă”, a încercat să îmbine înregistrările discontinue ale navelor spațiale. Nu a fost vizibilă nicio tendință măsurabilă în ceea ce privește temperatura medie globală între Viking IRTM și MGS TES. „Temperaturile aerului din Viking și MGS sunt în esență imposibil de distins pentru această perioadă, sugerând că epocile Viking și MGS sunt caracterizate în esență de aceeași stare climatică.” S-a constatat „o dihotomie puternică” între emisfera nordică și cea sudică, o „paradigmă foarte asimetrică pentru ciclul anual marțian: o primăvară și o vară nordică relativ răcoroasă, nu foarte prăfuită și relativ bogată în vapori de apă și nori de gheață; și o vară sudică destul de asemănătoare cu cea observată de Viking, cu temperaturi mai ridicate ale aerului, mai puțini vapori de apă și apă înghețată și niveluri mai ridicate de praf atmosferic”. 
Instrumentul MCS (Mars Reconnaissance Orbiter MCS (Mars Climate Sounder)) a putut, la sosire, să funcționeze împreună cu MGS pentru o scurtă perioadă de timp; seturile de date THEMIS de pe Mars Odyssey THEMIS și SPICAM de pe Mars Express, mai puțin capabile, pot fi, de asemenea, utilizate pentru a acoperi o singură înregistrare bine calibrată. În timp ce temperaturile MCS și TES sunt în general consecvente, cercetătorii raportează o posibilă răcire sub nivelul de precizie analitică. „După luarea în considerare a acestei răciri modelate, temperaturile MCS MY 28 sunt în medie cu 0,9 (ziua) și 1,7 K (noaptea) mai reci decât măsurătorile TES MY 24.”
S-a sugerat că Marte a avut o atmosferă mult mai densă și mai caldă la începutul istoriei sale. O mare parte din această atmosferă timpurie ar fi fost formată din dioxid de carbon. O astfel de atmosferă ar fi ridicat temperatura, cel puțin în unele locuri, peste punctul de îngheț al apei. Cu o temperatură mai ridicată, apa curgătoare ar fi putut să sape numeroasele canale și văi de scurgere care sunt comune pe planetă. De asemenea, s-ar fi putut aduna pentru a forma lacuri și poate un ocean. Unii cercetători au sugerat că atmosfera de pe Marte ar fi putut fi de multe ori mai groasă decât cea de pe Pământ; cu toate acestea, o cercetare publicată în septembrie 2015 a avansat ideea că, poate, atmosfera marțiană timpurie nu era atât de groasă precum se credea anterior.
În prezent, atmosfera este foarte subțire. Timp de mulți ani, s-a presupus că, la fel ca în cazul Pământului, cea mai mare parte a dioxidului de carbon timpuriu a fost blocată în minerale, numite carbonați. Cu toate acestea, în ciuda utilizării multor instrumente pe orbită care căutau carbonați, au fost găsite foarte puține depozite de carbonați. În prezent, se crede că o mare parte din dioxidul de carbon din aerul marțian a fost eliminat de vântul solar. Cercetătorii au descoperit un proces în două etape care trimite gazul în spațiu. Lumina ultravioletă de la Soare ar putea lovi o moleculă de dioxid de carbon, descompunând-o în monoxid de carbon și oxigen. Un al doilea foton de lumină ultravioletă ar putea sparge ulterior monoxidul de carbon în oxigen și carbon, care ar obține suficientă energie pentru a scăpa de pe planetă. În acest proces, izotopul ușor al carbonului (12C) ar fi cel mai probabil să părăsească atmosfera. Prin urmare, dioxidul de carbon rămas în atmosferă ar fi îmbogățit cu izotopul greu (13C). Acest nivel mai ridicat al izotopului greu este cel descoperit de roverul Curiosity pe Marte.   Datele climatice pentru craterul Gale sunt prezentate mai jos, cu anotimpurile normalizate la cele de pe Pământ.
| Date climatice pentru Gale Crater (2012–2015)                        | Date climatice pentru Gale Crater (2012–2015) | Date climatice pentru Gale Crater (2012–2015) | Date climatice pentru Gale Crater (2012–2015) | Date climatice pentru Gale Crater (2012–2015) | Date climatice pentru Gale Crater (2012–2015) | Date climatice pentru Gale Crater (2012–2015) | Date climatice pentru Gale Crater (2012–2015) | Date climatice pentru Gale Crater (2012–2015) | Date climatice pentru Gale Crater (2012–2015) | Date climatice pentru Gale Crater (2012–2015) | Date climatice pentru Gale Crater (2012–2015) | Date climatice pentru Gale Crater (2012–2015) | Date climatice pentru Gale Crater (2012–2015) |
| Luna                                                                 | Ian                                           | Feb                                           | Mar                                           | Apr                                           | Mai                                           | Iun                                           | Iul                                           | Aug                                           | Sep                                           | Oct                                           | Nov                                           | Dec                                           | Anual                                         |
| -------------------------------------------------------------------- | --------------------------------------------- | --------------------------------------------- | --------------------------------------------- | --------------------------------------------- | --------------------------------------------- | --------------------------------------------- | --------------------------------------------- | --------------------------------------------- | --------------------------------------------- | --------------------------------------------- | --------------------------------------------- | --------------------------------------------- | --------------------------------------------- |
| Maxima medie °C (°F)                                                 | −7 (19)                                       | −20 (−4)                                      | −23 (−9)                                      | −20 (−4)                                      | −4 (25)                                       | 0.0 (32)                                      | 2 (36)                                        | 1 (34)                                        | 1 (34)                                        | 4 (39)                                        | −1 (30)                                       | −3 (27)                                       | −5,7 (21,7)                                   |
| Minima medie °C (°F)                                                 | −82 (−116)                                    | −86 (−123)                                    | −88 (−126)                                    | −87 (−125)                                    | −85 (−121)                                    | −78 (−108)                                    | −76 (−105)                                    | −69 (−92)                                     | −68 (−90)                                     | −73 (−99)                                     | −73 (−99)                                     | −77 (−107)                                    | −78,5 (−109,3)                                |
| Minima istorică °C (°F)                                              | −95 (−139)                                    | −127 (−197)                                   | −114 (−173)                                   | −97 (−143)                                    | −98 (−144)                                    | −125 (−193)                                   | −84 (−119)                                    | −80 (−112)                                    | −78 (−108)                                    | −78 (−109)                                    | −83 (−117)                                    | −110 (−166)                                   | −127 (−197)                                   |
| Sursă: Centro de Astrobiología, Mars Weather, NASA Quest, SpaceDaily |                                               |                                               |                                               |                                               |                                               |                                               |                                               |                                               |                                               |                                               |                                               |                                               |                                               |

## Proprietăți și procese atmosferice

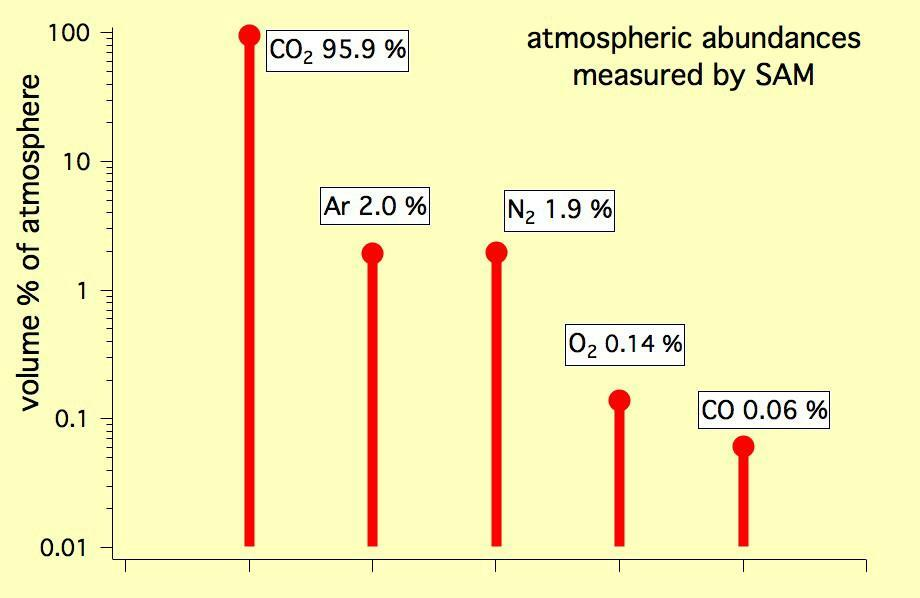
Marte – cele mai abundente gaze – (roverul Curiosity, Sample Analysis at Mars device, octombrie 2012)

### Presiunea atmosferică scăzută
Atmosfera marțiană este compusă în principal din dioxid de carbon și are o presiune medie la suprafață de aproximativ 600 de pascali (Pa), mult mai mică decât cea a Pământului, care este de 101.000 Pa. Un efect al acestui fapt este că atmosfera marțiană poate reacționa mult mai rapid la un anumit aport de energie decât atmosfera terestră. În consecință, Marte este supusă unor puternice maree termice produse de încălzirea solară mai degrabă decât de o influență gravitațională. Aceste maree pot fi semnificative, reprezentând până la 10% din presiunea atmosferică totală (de obicei, aproximativ 50 Pa). Atmosfera terestră cunoaște maree diurne și semidiurne similare, dar efectul lor este mai puțin vizibil din cauza masei atmosferice mult mai mari a Pământului.
Deși temperatura pe Marte poate depăși pragul de îngheț, apa în stare lichidă este instabilă pe o mare parte a planetei, deoarece presiunea atmosferică este sub punctul triplu al apei, iar apa înghețată se sublimează în vapori de apă. Excepție fac zonele joase ale planetei, mai ales în bazinul de impact Hellas Planitia⁠(d), cel mai mare crater de acest tip de pe Marte. Acesta este atât de adânc încât presiunea atmosferică la fundul lui ajunge la 1155 Pa, ceea ce este peste punctul triplu, astfel încât, dacă temperatura ar depăși punctul de îngheț local, acolo ar putea exista apă lichidă.

### Vântul

Parașuta roverului Curiosity fluturând în vântul marțian (/MRO) (12 august 2012 - 13 ianuarie 2013)

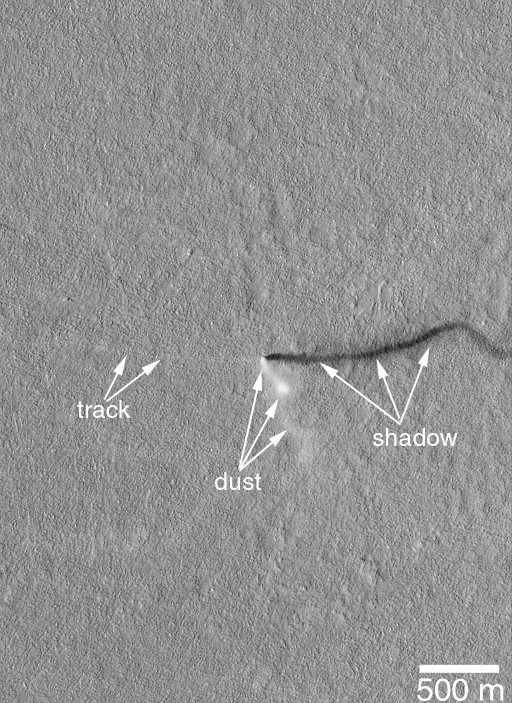
Urme de vârtejuri de praf în (10 aprilie 2001)

Suprafața planetei Marte are o inerție termică foarte scăzută, ceea ce înseamnă că se încălzește rapid atunci când soarele o luminează. Oscilațiile zilnice tipice de temperatură, departe de regiunile polare, sunt de aproximativ 100 K. Pe Pământ, vânturile se dezvoltă adesea în zonele în care inerția termică se schimbă brusc, cum ar fi trecerea de la mare la uscat. Pe Marte nu există mări, dar există zone în care inerția termică a solului se schimbă, ceea ce duce la vânturi de dimineață și de seară asemănătoare cu brizele marine de pe Pământ. Proiectul Antares „Mars Small-Scale Weather” (MSW) a identificat recent unele slăbiciuni minore în modelele climatice globale actuale (GCM) din cauza modelării mai primitive a solului de către GCM. „Admiterea căldurii către sol și înapoi este destul de importantă pe Marte, așa că schemele de sol trebuie să fie destul de precise”. Aceste puncte slabe sunt în curs de corectare și ar trebui să ducă la evaluări viitoare mai precise, dar fac ca încrederea continuă în predicțiile mai vechi ale climatului marțian modelat să fie oarecum problematică.
La latitudini joase domină circulația Hadley, care este, în esență, aceeași cu procesul care generează alizeele pe Pământ. La latitudini mai mari, vremea este dominată de o serie de zone de presiune înalte și joase, numite valuri de presiune baroclinică. Marte este mai uscată și mai rece decât Pământul și, în consecință, praful ridicat de aceste vânturi tinde să rămână în atmosferă mai mult timp decât pe Pământ, deoarece nu există precipitații care să îl elimine (cu excepția căderilor de zăpadă CO2). O astfel de furtună ciclonică a fost surprinsă recent de Telescopul spațial Hubble (fotografia de mai jos).
Una dintre diferențele majore dintre circulația Hadley de pe Marte și cea de pe Pământ este viteza lor, care este măsurată pe o scară de timp de răsturnare. Scara de timp de răsturnare pe Marte este de aproximativ 100 de zile marțiene, în timp ce pe Pământ este de peste un an.

#### Vânturi și salturi katabatice
Vânturile katabatice, sau fluxurile atmosferice de drenaj, sunt vânturi care sunt create de aerul dens răcit care se scufundă și se accelerează în josul terenurilor înclinate prin forța gravitațională. Cel mai frecvent întâlnite pe Pământ, care afectează calotele de gheață ridicate din Groenlanda și Antarctica, vânturile katabatice pot fi întâlnite și în părți ale planetei Marte cu circulații descendente intense și clare, cum ar fi Valles Marineris, Olympus Mons și atât calota polară nordică, cât și cea sudică. Acestea pot fi identificate prin multiplele caracteristici morfologice diferite ale suprafeței din regiunile polare, cum ar fi câmpurile de dune și dungile de îngheț. Din cauza inerției termice scăzute a atmosferei subțiri de CO2 de pe Marte și a scărilor temporale radiative scurte, vânturile katabatice de pe Marte sunt de două până la trei ori mai puternice decât cele de pe Pământ și au loc pe suprafețe mari de teren cu vânturi ambientale slabe, teren înclinat și inversiuni de temperatură aproape de suprafață sau răcire radiativă a suprafeței și atmosferei. Vânturile katabatice au avut un rol esențial în modelarea calotei polare nordice și a depozitelor polare stratificate, atât în metodologia eoliană, cât și în metodologia termică. S-a demonstrat, de asemenea, că accelerarea vânturilor katabatice crește odată cu abruptul pantei și provoacă încălzirea atmosferică cu cât panta este mai intensă. Această încălzire atmosferică ar putea să apară pe orice pantă abruptă, dar nu întotdeauna aceasta echivalează cu încălzirea suprafeței. De asemenea, s-a demonstrat că acestea limitează ratele de condensare a CO2 pe calotele polare în timpul iernii și cresc sublimarea CO2 în timpul verii. Deși măsurătorile cantitative ale vânturilor katabatice sunt rareori disponibile, acestea rămân un element foarte căutat pentru viitoarele misiuni.
Salturile katabatice sunt, de asemenea, frecvente în depresiunile de pe Marte și pot fi descrise ca zone înguste cu schimbări orizontale mari de presiune, temperatură și viteză a vântului, care necesită vapori de apă suprasaturați pentru a forma nori și a permite migrarea gheții din partea din amonte a depresiunii în cea din aval. Din acest motiv, calotele polare înregistrează mai puține salturi katabatice în timpul iernii, deoarece calota de gheață sezonieră care acoperă regiunile polare înseamnă că există mai puțină apă înghețată disponibilă pentru a crea vapori. Cu toate acestea, chiar și atunci când calota sezonieră s-a sublimat pe parcursul verii marțiene, vânturile rapide necesare pentru salturile katabatice nu mai sunt prezente, ceea ce înseamnă că acoperirea de nori este din nou neglijabilă. Prin urmare, salturile katabatice sunt observate cel mai frecvent în depresiuni în timpul primăverii marțiene și toamnei marțiene.

### Furtuni de praf
Când sonda Mariner 9 a ajuns pe Marte în 1971, oamenii de știință se așteptau să vadă imagini noi și clare ale detaliilor de la suprafață. În schimb, au văzut o furtună de praf aproape la nivelul întregii planete în care doar vulcanul gigantic Olympus Mons se vedea deasupra ceții. Furtuna a durat o lună, un eveniment despre care oamenii de știință au aflat de atunci că este destul de comun pe Marte. Folosind datele de pe Mariner 9, James B. Pollack⁠(d) și alții au propus în 1973 un mecanism pentru furtunile de praf de pe Marte.

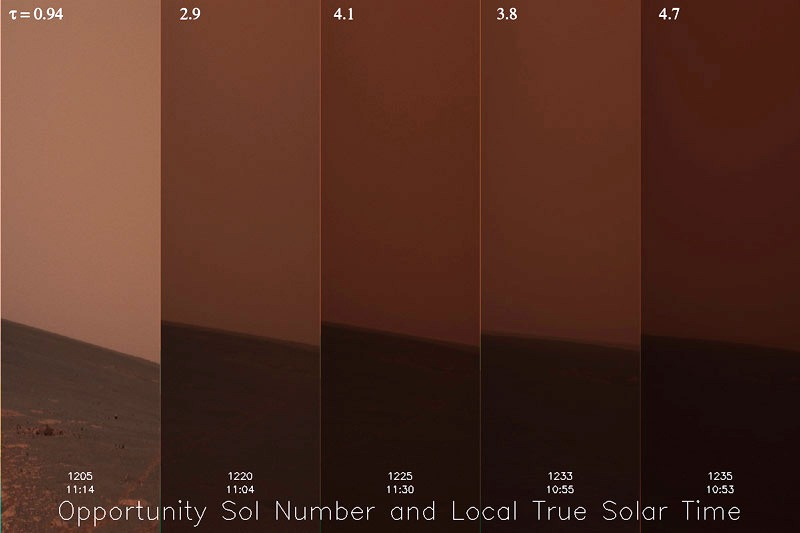
Compoziție în timp a orizontului marțian văzut de roverul Opportunity pe parcursul a 30 de zile marțiene; arată câtă lumină solară a fost blocată de furtunile de praf din iulie 2007; Tau de 4,7 indică faptul că 99% din lumina solară a fost blocată.

După cum a observat nava spațială Viking de la suprafață, „în timpul unei furtuni globale de praf, intervalul diurn de temperatură s-a redus brusc, de la 50°C la aproximativ 10°C, iar viteza vântului a crescut considerabil - într-adevăr, în doar o oră de la sosirea furtunii, aceasta a crescut până la 61 km/h, cu rafale de până la 94 km/h. Cu toate acestea, nu a fost observat niciun transport real de material în niciunul dintre cele două locuri, ci doar o strălucire treptată și o pierdere de contrast a materialului de la suprafață, pe măsură ce praful se depunea pe el.” La 26 iunie 2001, telescopul spațial Hubble a observat o furtună de praf care se pregătea în bazinul Hellas de pe Marte (foto dreapta). O zi mai târziu, furtuna a „explodat” și a devenit un eveniment global. Măsurătorile orbitale au arătat că această furtună de praf a redus temperatura medie a suprafeței și a ridicat temperatura atmosferei marțiene cu 30 K. Densitatea scăzută a atmosferei marțiene înseamnă că sunt necesare vânturi de 65 până la 79 km/h pentru a ridica praful de la suprafață, dar, deoarece Marte este atât de uscată, praful poate rămâne în atmosferă mult mai mult timp decât pe Pământ, unde este eliminat rapid de ploaie. Sezonul care a urmat acestei furtuni de praf a avut temperaturi diurne cu 4 K sub medie. Acest lucru a fost atribuit acoperirii globale de praf deschis la culoare care s-a depus în urma furtunii de praf, crescând temporar albedo-ul lui Marte. 
La jumătatea anului 2007, o furtună de praf la nivelul întregii planete a reprezentat o amenințare serioasă pentru roverele de explorare Spirit și Opportunity Mars, care funcționează cu energie solară, reducând cantitatea de energie furnizată de panourile solare și necesitând oprirea majorității experimentelor științifice până la dispariția furtunilor. În urma furtunilor de praf, roverele au avut o putere semnificativ redusă din cauza depunerii prafului pe panouri.

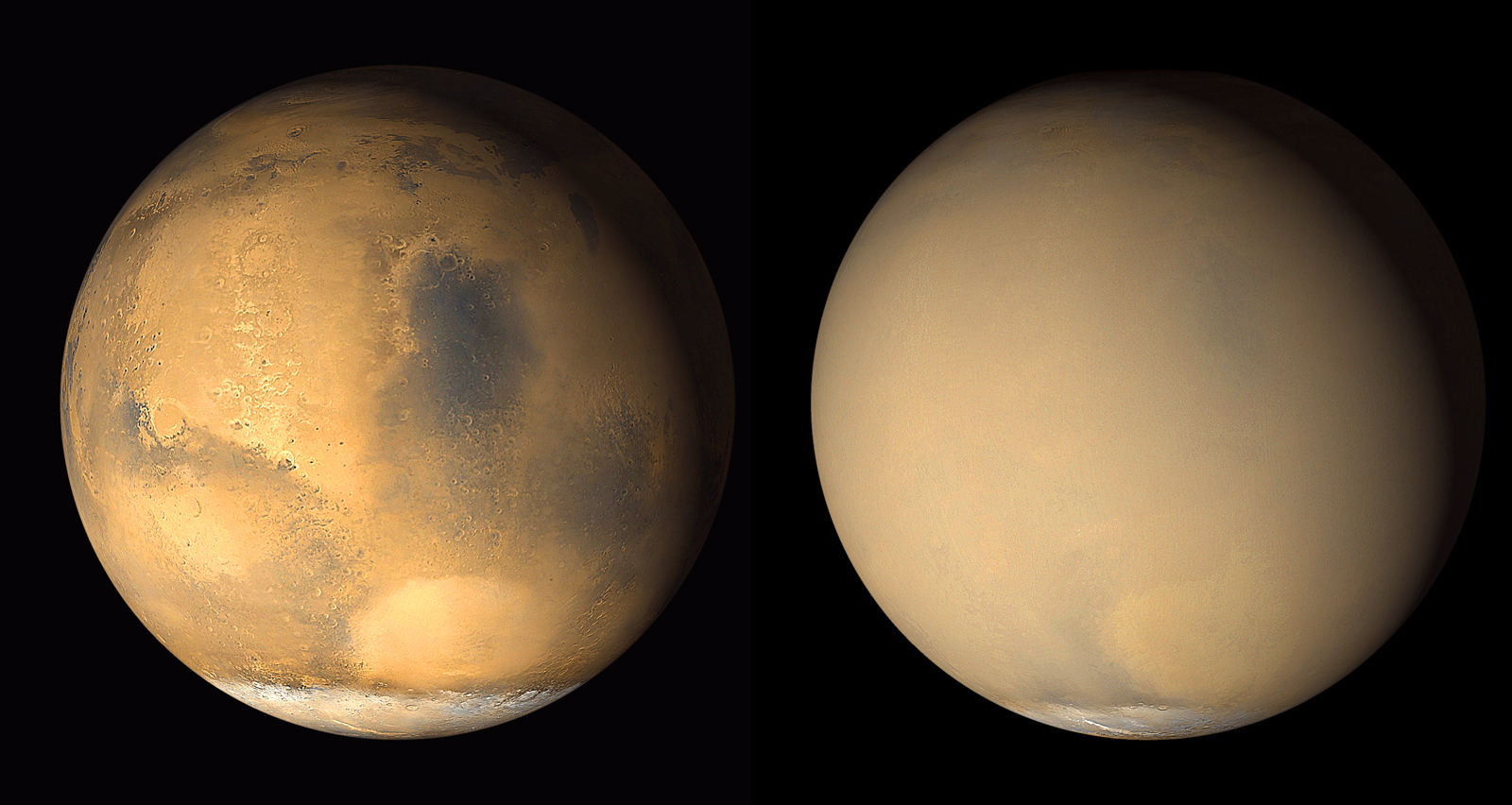
Marte fără furtună de praf în iunie 2001 (în stânga) și cu o furtună globală de praf în iulie 2001 (în dreapta), așa cum a fost văzută de Mars Global Surveyor.

Furtunile de praf sunt cele mai frecvente în timpul periheliului, când planeta primește cu 40% mai multă lumină solară decât în timpul afeliului. În timpul afeliului se formează nori de apă înghețată în atmosferă, care interacționează cu particulele de praf și afectează temperatura planetei.
O furtună de praf de mare intensitate a început la sfârșitul lunii mai 2018 și a persistat până la jumătatea lunii iunie. Până pe 10 iunie 2018, așa cum a fost observată la locația roverului Opportunity, furtuna a fost mai intensă decât furtuna de praf din 2007 îndurată de Opportunity. Pe 20 iunie 2018, NASA a raportat că furtuna de praf crescuse până la acoperirea completă a întregii planete.
Observațiile efectuate începând cu anii 1950 au arătat că șansele de a avea loc o furtună de praf la nivelul întregii planete într-un anumit an marțian sunt de aproximativ una la trei.
Furtunile de praf contribuie la pierderea apei pe Marte. Un studiu al furtunilor de praf realizat cu ajutorul Mars Reconnaissance Orbiter a sugerat că 10% din pierderile de apă de pe Marte ar putea fi cauzate de furtunile de praf. Instrumentele de la bordul Mars Reconnaissance Orbiter au detectat vapori de apă observați la altitudini foarte mari în timpul furtunilor de praf globale. Lumina ultravioletă de la Soare poate descompune apoi apa în hidrogen și oxigen. Hidrogenul din molecula de apă scapă apoi în spațiu. S-a constatat că cea mai recentă pierdere de hidrogen atomic din apă este determinată în mare măsură de procesele sezoniere și de furtunile de praf care transportă apa direct în atmosfera superioară.

#### Electricitate atmosferică
Se crede că furtunile de praf marțiene pot duce la fenomene electrice atmosferice. Se știe că grăunțele de praf se încarcă electric la ciocnirea cu solul sau cu alte grăunțe. Analizele teoretice, computaționale și experimentale ale fluxurilor de praf la scară de laborator și ale vârtejurilor de praf la scară reală de pe Pământ indică faptul că electricitatea autoindusă, inclusiv fulgerele, este un fenomen comun în fluxurile turbulente încărcate cu praf. Pe Marte, această tendință ar fi agravată de presiunea scăzută a atmosferei, ceea ce s-ar traduce prin câmpuri electrice mult mai mici necesare pentru descompunere. Prin urmare, segregarea aerodinamică a prafului atât la scara mezo cât și la cea macro ar putea duce cu ușurință la o separare suficient de mare a sarcinilor pentru a produce o ruptură electrică locală în norii de praf deasupra solului.

Simularea numerică directă a turbulenței încărcate cu 168 de milioane de particule de praf inerțial încărcate electric (Center for Turbulence Research, Stanford University)

Cu toate acestea, spre deosebire de alte planete din sistemul solar, pe suprafața lui Marte nu există măsurători in situ care să demonstreze aceste ipoteze. Prima încercare de elucidare a acestor necunoscute a fost făcută de către modulul de aterizare EDM Schiaparelli al misiunii ExoMars în 2016, care a inclus la bordul său echipamente relevante pentru a măsura sarcinile electrice ale prafului și câmpurile electrice atmosferice de pe Marte. Cu toate acestea, modulul de aterizare a eșuat în timpul aterizării automate din 19 octombrie 2016 și s-a prăbușit pe suprafața lui Marte.

#### Salinizare
Procesul de salinizare geologică este destul de important pe Marte ca mecanism de adăugare de particule în atmosferă. Particulele de nisip care se salinizează au fost observate pe roverul MER Spirit. Teoria și observațiile din lumea reală nu au fost de acord între ele, teoria clasică ratând până la jumătate din particulele de salinizare din lumea reală. Un model care se potrivește mai bine cu observațiile din lumea reală sugerează că particulele de salinizare creează un câmp electric care sporește efectul de salinizare. Granulele de pe Marte se salinizează pe traiectorii de 100 de ori mai mari și mai lungi și ating viteze de 5-10 ori mai mari decât cele de pe Pământ.

### Norul inelar nordic repetitiv

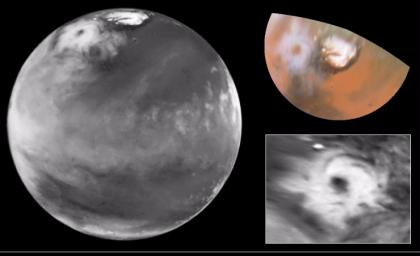
Imagine de pe Hubble a colosalului nor polar de pe Marte

Un nor mare în formă de gogoașă apare în regiunea polară nordică a planetei Marte cam în același timp în fiecare an marțian și are aproximativ aceeași dimensiune. Acesta se formează dimineața și se disipează până în după-amiaza marțiană. Diametrul exterior al norului este de aproximativ 1.600 km, iar gaura sau ochiul interior are un diametru de 320 km. Se crede că norul este compus din apă înghețată, de aceea este de culoare albă, spre deosebire de furtunile de praf mai obișnuite.
Arată ca o furtună ciclonică, asemănătoare unui uragan, dar nu se rotește. Norul apare în timpul verii nordice și la latitudini mari. Se speculează că acest lucru se datorează condițiilor climatice unice din apropierea polului nordic. Se speculează că acest lucru se datorează condițiilor climatice unice din apropierea polului nordic. Furtuni asemănătoare cicloanelor au fost detectate pentru prima dată în timpul programului de cartografiere orbitală Viking, dar norul inelar nordic este de aproape trei ori mai mare. Norul a fost detectat, de asemenea, de diverse sonde și telescoape, inclusiv Hubble și Mars Global Surveyor.
Alte evenimente care se repetă sunt furtunile de praf și vârtejuri de praf.

### Prezența metanului

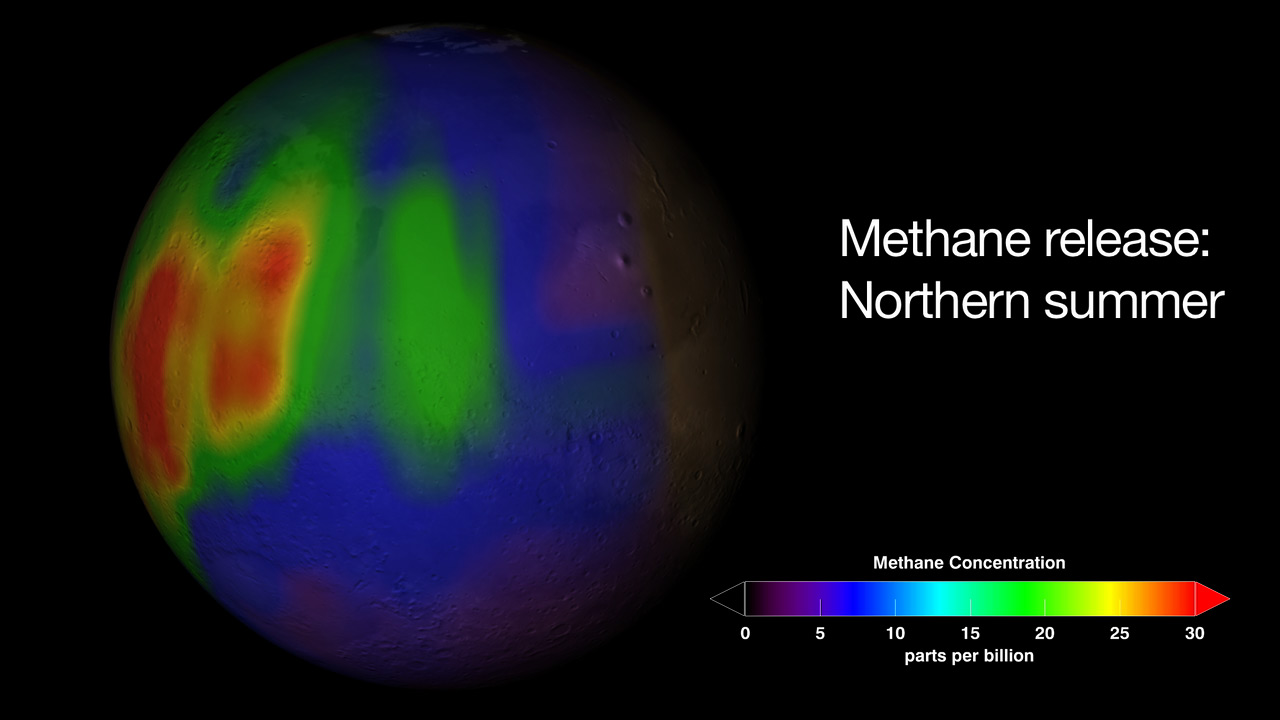
Sursa metanului de pe Marte este necunoscută; detectarea acestuia este prezentată aici.

Metanul (CH4) este instabil din punct de vedere chimic în actuala atmosferă oxidantă de pe Marte. Acesta s-ar descompune rapid din cauza radiațiilor ultraviolete de la Soare și a reacțiilor chimice cu alte gaze. Prin urmare, o prezență persistentă a metanului în atmosferă ar putea implica existența unei surse care să reaprovizioneze continuu acest gaz.
În 2003, o echipă de la Centrul de Zbor Spațial Goddard al NASA a raportat pentru prima dată prezența unor urme de metan în atmosfera marțiană, la un nivel de câteva părți pe miliard (ppb). Au fost măsurate diferențe mari în ceea ce privește abundența între observațiile efectuate în 2003 și 2006, ceea ce a sugerat că metanul era concentrat la nivel local și probabil sezonier. În 2014, NASA a raportat că roverul Curiosity a detectat o creștere de zece ori a metanului în atmosfera din jurul său la sfârșitul anului 2013 și începutul anului 2014. Patru măsurători efectuate pe parcursul a două luni în această perioadă au avut o medie de 7,2 ppb, ceea ce implică faptul că Marte produce sau eliberează episodic metan dintr-o sursă necunoscută. Înainte și după aceea, măsurătorile au avut o medie de aproximativ o zecime din acest nivel. Pe 7 iunie 2018, NASA a anunțat o variație sezonieră ciclică a nivelului de fond al metanului atmosferic.

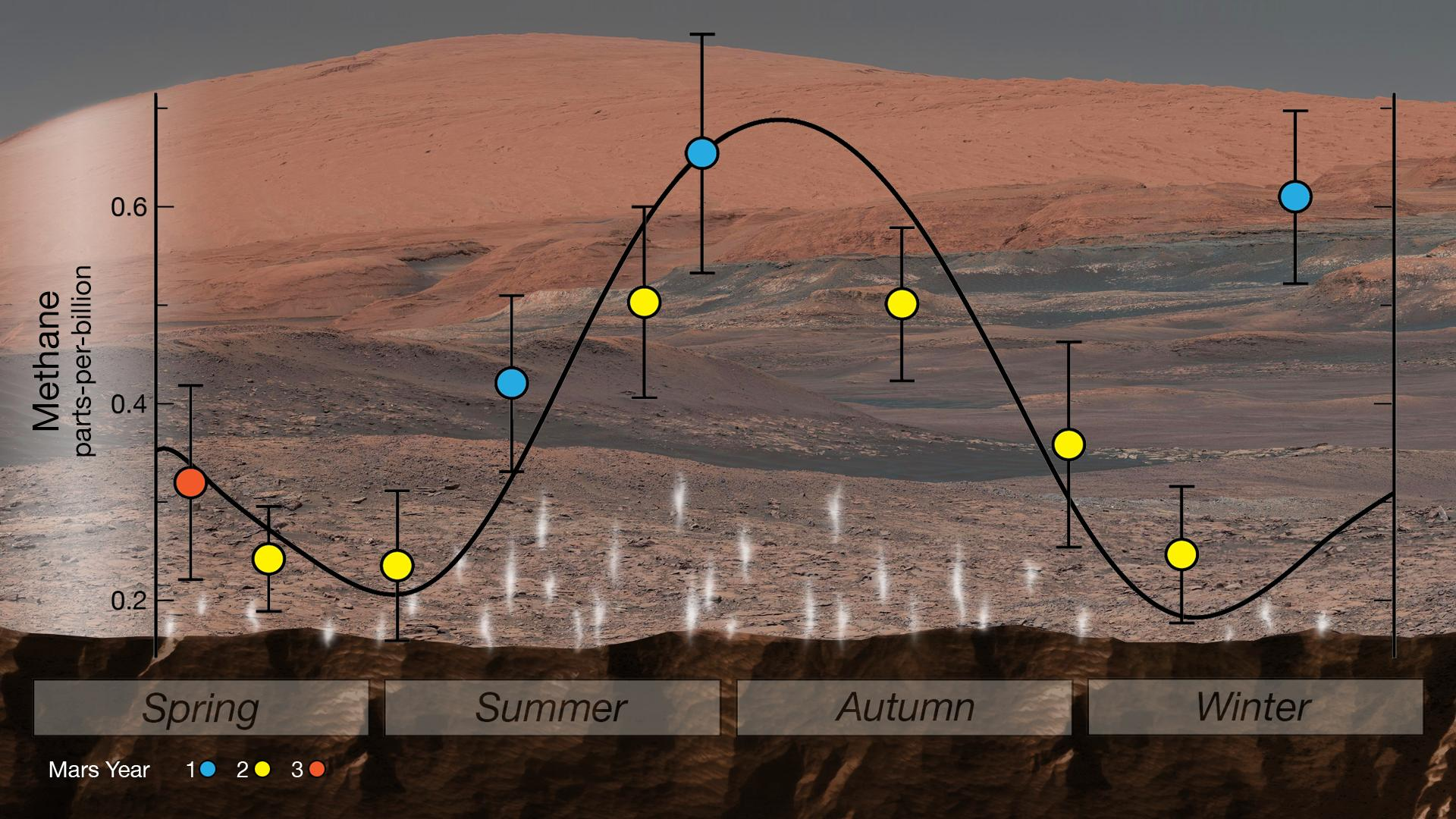
Roverul Curiosity a detectat o variație sezonieră ciclică a metanului atmosferic.

Principalii candidați pentru originea metanului de pe Marte includ procese non-biologice, cum ar fi reacțiile apă-rocă, radioliza apei și formarea piritei, toate acestea producând H2 care ar putea genera apoi metan și alte hidrocarburi prin sinteza Fischer-Tropsch cu CO și CO2. S-a demonstrat, de asemenea, că metanul ar putea fi produs printr-un proces care implică apă, dioxid de carbon și mineralul olivină, despre care se știe că este comun pe Marte.
Microorganismele vii, cum ar fi metanogenele, sunt o altă sursă posibilă, dar nu au fost găsite dovezi ale prezenței unor astfel de organisme pe Marte. (A se vedea: Viața pe Marte#Metan)

### Eroziune cu dioxid de carbon
Imaginile de pe Mars Reconnaissance Orbiter sugerează un efect de eroziune neobișnuit, bazat pe climatul unic al planetei Marte. Încălzirea de primăvară în anumite zone duce la sublimarea gheții de CO2, și la curgerea acesteia în sus, creând modele de eroziune extrem de neobișnuite numite "ravene de păianjen". Gheața translucidă de CO2 se formează în timpul iernii și, pe măsură ce lumina solară de primăvară încălzește suprafața, vaporizează CO2 în gaz care curge în sus, sub gheața translucidă de CO2. Punctele slabe din această gheață duc la gheizere de CO2.

## Munți

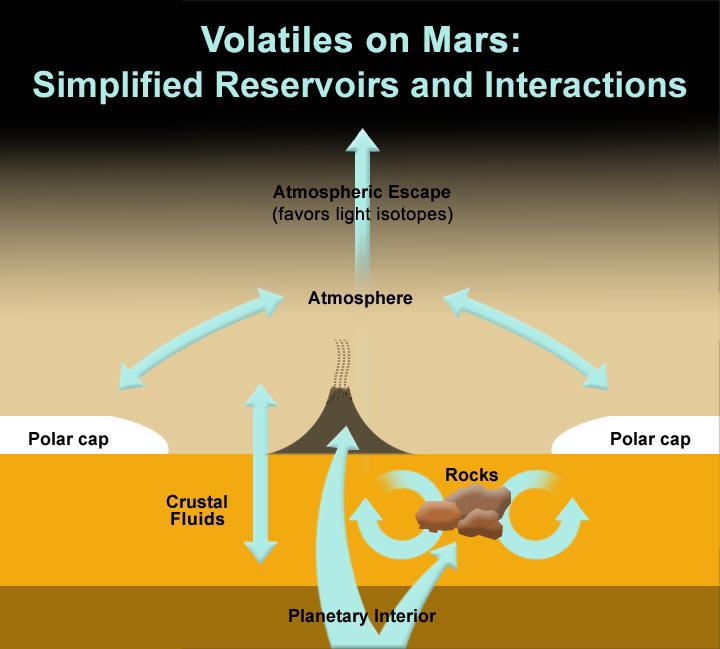
Gazele volatile ale planetei Marte (roverul Curiosity, octombrie 2012)

Furtunile marțiene sunt afectate în mod semnificativ de lanțurile muntoase mari de pe Marte. Munții individuali, cum ar fi Olympus Mons (26 km), care deține recordul de înălțime, meteorologice mai mari se datorează ansamblului mai mare de vulcani din regiunea Tharsis.
Un fenomen meteorologic unic și repetat care implică munții este un nor de praf în spirală care se formează deasupra Arsia Mons. Norul de praf în spirală de deasupra Arsia Mons poate să se înalțe de la 15 la 30 km deasupra vulcanului. Norii sunt prezenți în jurul Arsia Mons pe tot parcursul anului marțian, atingând un maxim la sfârșitul verii.
Norii din jurul munților prezintă o variabilitate sezonieră. Norii de la Olympus Mons și Ascreaus Mons⁠(d) apar în primăvara și vara din emisfera nordică, atingând o suprafață maximă totală de aproximativ 900.000 km2 și, respectiv, 1.000.000.000 km2 la sfârșitul primăverii. Norii din jurul Alba Patera⁠(d) și Pavonis Mons⁠(d) prezintă un vârf suplimentar, mai mic, la sfârșitul verii. Foarte puțini nori au fost observați în timpul iernii. Predicțiile din modelul de circulație generală a planetei Marte sunt în concordanță cu aceste observații.

## Calotele polare

Calota de gheață polară cu adâncimea atmosferei, precum și un nor orografic mare vizibil la orizont

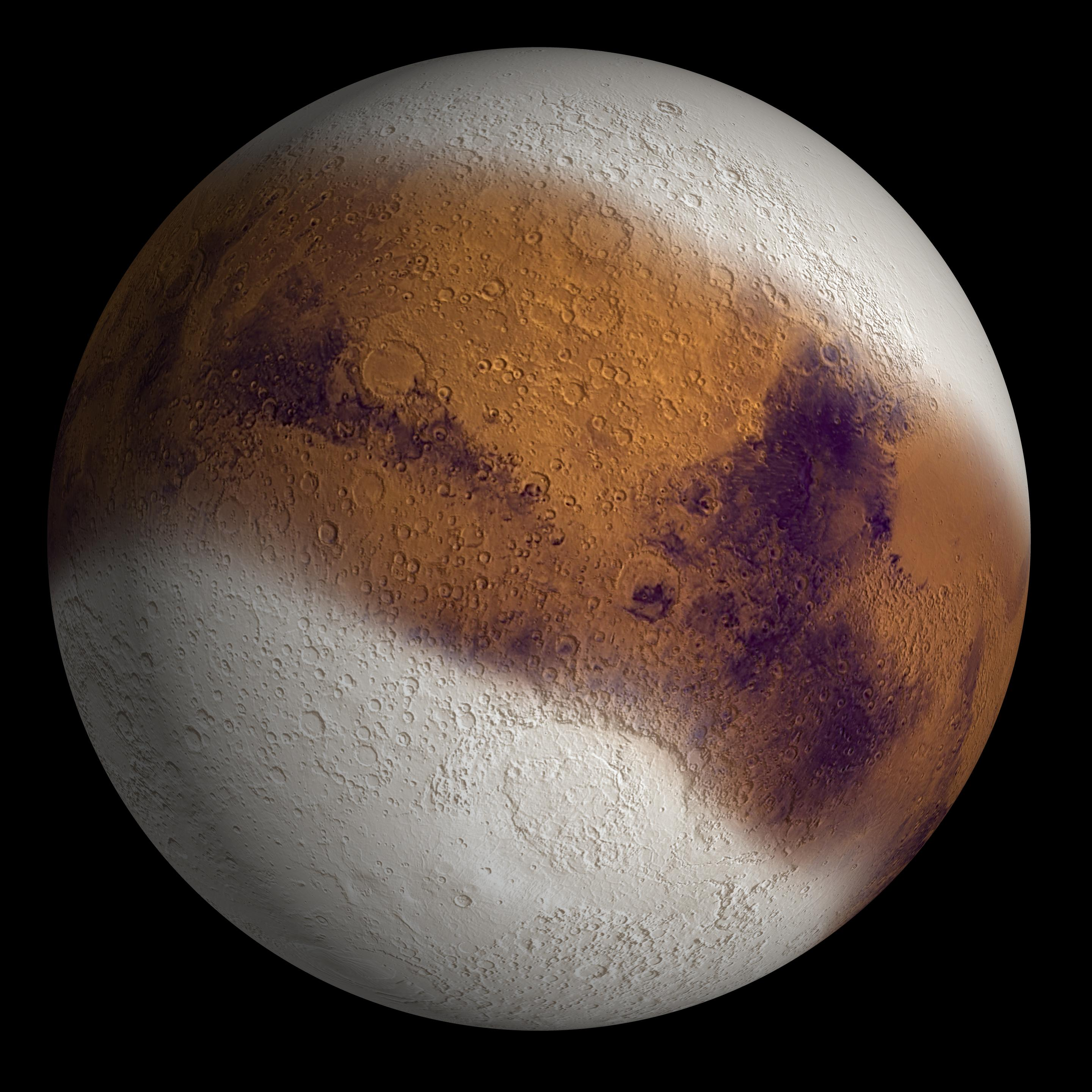
Cum ar fi putut arăta Marte în timpul unei ere glaciare între 2,1 milioane și 400.000 de ani în urmă, când se crede că înclinarea axială a planetei Marte a fost mai mare decât în prezent.

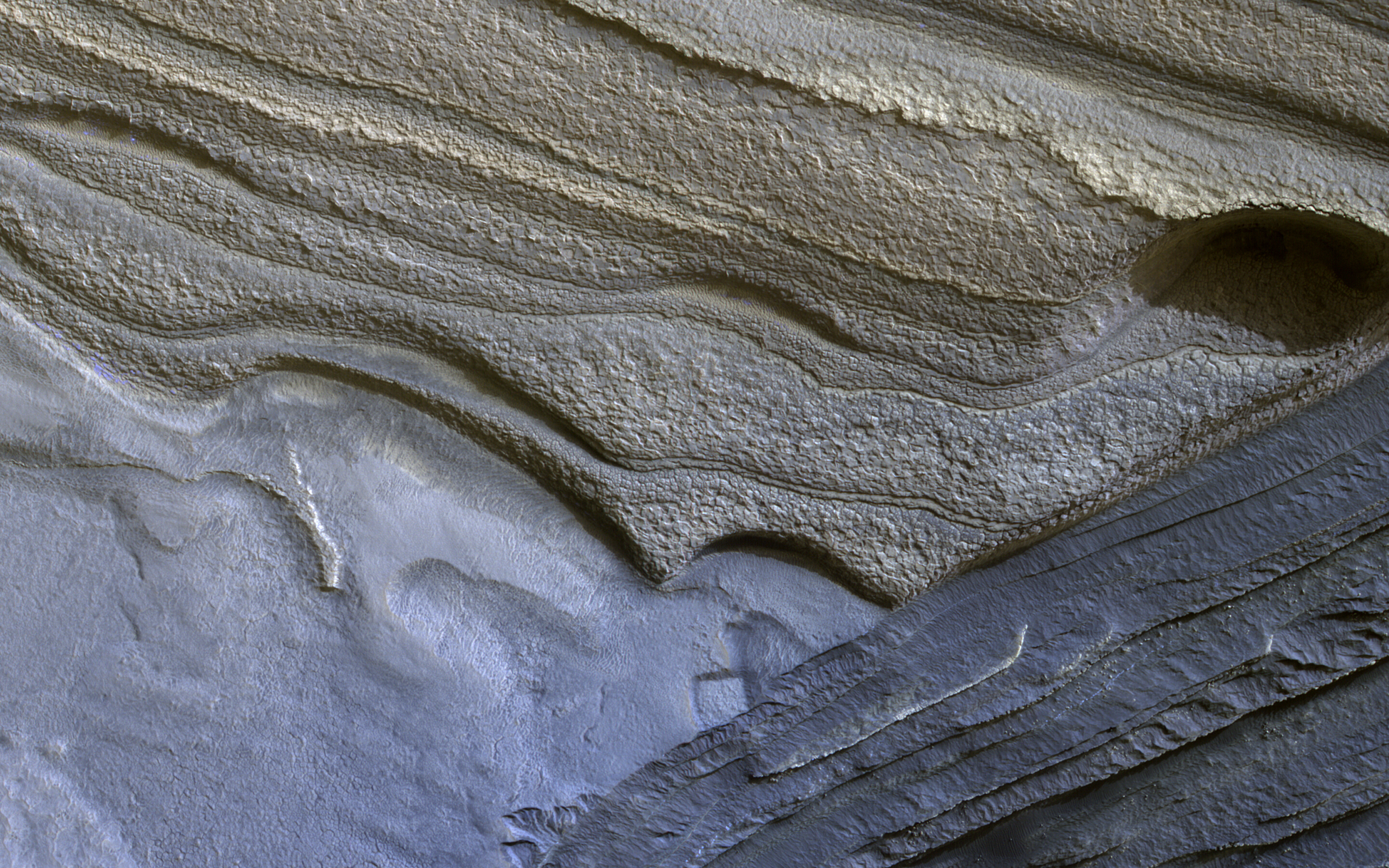
Vedere a Olympia Rupes din, unul dintre numeroasele straturi de apă înghețată expuse care se găsesc în regiunile polare ale planetei Marte. Lățimea reprezentată: 1,3 km.

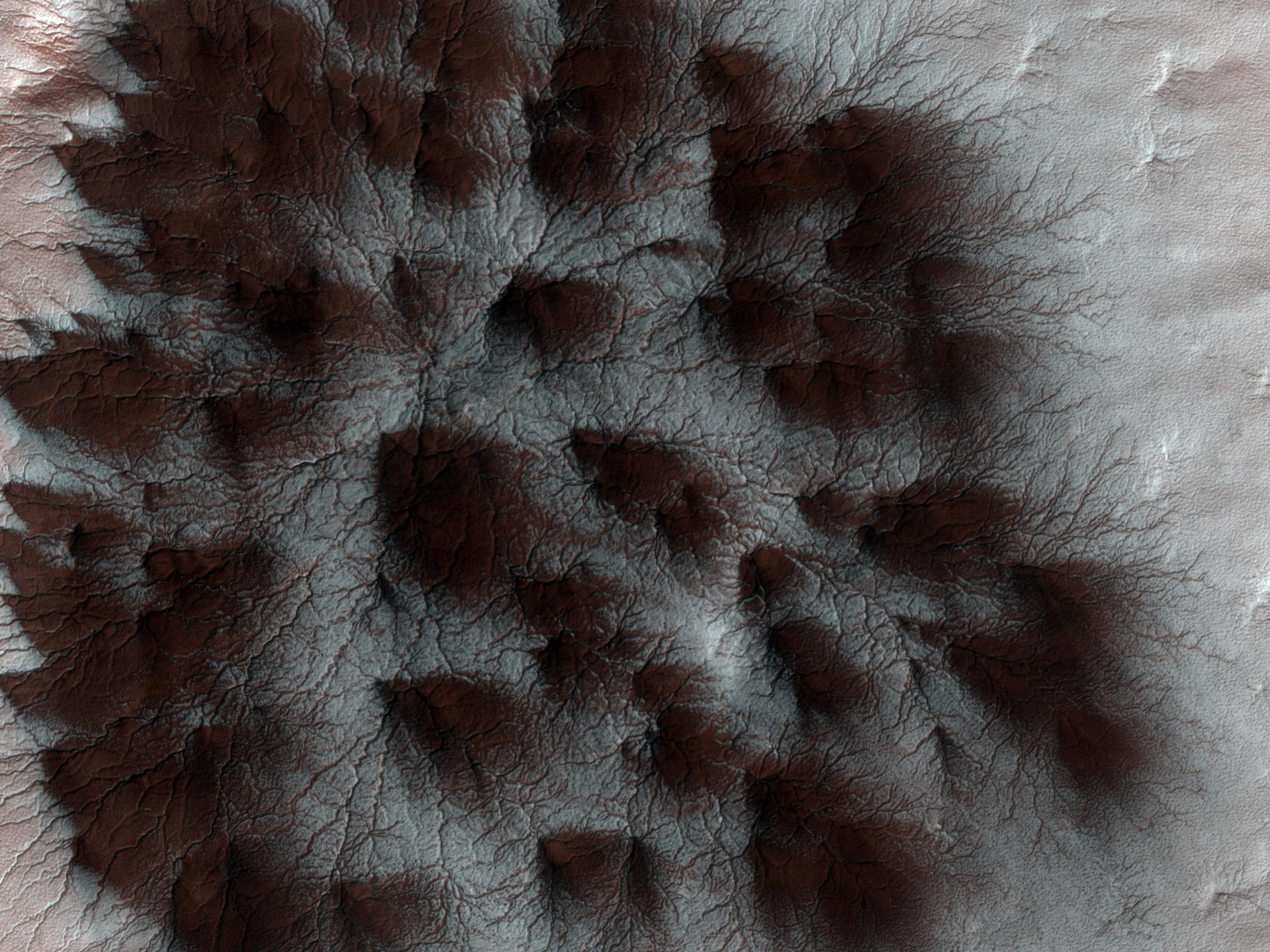
Imagine a „petelor de dune întunecate” și a evantaiurilor formate de erupțiile gheizerelor de gaz CO_{2} de pe stratul de gheață de la polul sud al planetei Marte

Marte are calote de gheață la polul nord și la polul sud, care constă în principal din apă înghețată; cu toate acestea, pe suprafața lor există dioxid de carbon înghețat (gheață carbonică). Gheața carbonică se acumulează în regiunea polară nordică (Planum Boreum⁠(d)) doar iarna, sublimându-se complet vara, în timp ce regiunea polară sudică are, în plus, un strat permanent de gheață carbonică cu o grosime de până la opt metri (25 de picioare). Această diferență se datorează înălțimii mai mari a polului sud.
O mare parte din atmosferă se poate condensa la polul nordic, astfel încât presiunea atmosferică poate varia cu până la o treime din valoarea sa medie. Această condensare și evaporare va determina modificarea inversă a proporției de gaze necondensabile din atmosferă. Excentricitatea orbitei lui Marte afectează acest ciclu, precum și alți factori. Primăvara și toamna, vântul datorat procesului de sublimare a dioxidului de carbon este atât de puternic încât poate fi o cauză a furtunilor de praf globale menționate mai sus.
Calota polară nordică are un diametru de aproximativ 1.000 km în timpul verii din nordul planetei Marte și conține aproximativ 1,6 milioane de kilometri cubi de gheață, care, dacă ar fi răspândită uniform pe calota polară, ar avea o grosime de 2 km (în comparație cu un volum de 2,85 milioane de kilometri cubi pentru calota de gheață din Groenlanda). Calota polară sudică are un diametru de 350 km și o grosime maximă de 3 km. Ambele calote polare prezintă jgheaburi spiralate, despre care s-a crezut inițial că se formează ca urmare a încălzirii solare diferențiale, împreună cu sublimarea gheții și condensarea vaporilor de apă. O analiză recentă a datelor radar de penetrare a gheții de la SHARAD⁠(d) a demonstrat că jgheaburile spiralate se formează dintr-o situație unică în care vânturile katabatice de mare densitate coboară din înaltul polului pentru a transporta gheața și a crea forme de pat cu lungimi de undă mari. Forma spiralată provine din forțarea vânturilor prin efectul Coriolis, la fel cum vânturile de pe Pământ se formează în spirală pentru a forma un uragan. Jgheaburile nu s-au format odată cu niciuna dintre cele două calote de gheață, ci au început să se formeze între 2,4 milioane și 500.000 de ani în urmă, după ce trei sferturi din calota de gheață era deja formată. Acest lucru sugerează că o schimbare climatică a permis apariția lor. Ambele calote polare se micșorează și cresc din nou în urma fluctuației de temperatură a anotimpurilor marțiene; există, de asemenea, tendințe pe termen mai lung care sunt mai bine înțelese în epoca modernă.
În timpul primăverii din emisfera sudică, încălzirea solară a depozitelor de gheață carbonică de la polul sud duce, pe alocuri, la acumularea de CO2 gazos presurizat sub suprafața gheții semitransparente, încălzită prin absorbția radiației de către substratul mai întunecat. După ce atinge presiunea necesară, gazul izbucnește prin gheață în pene asemănătoare unor gheizere. Deși erupțiile nu au fost observate în mod direct, ele lasă urme sub forma unor "pete de dune întunecate" și a unor evantaie mai deschise deasupra gheții, reprezentând nisip și praf transportate în aer de erupții, precum și a unui model asemănător unui păianjen de caneluri create sub gheață de gazul care se revarsă. (A se vedea Gheizerele pe Marte). Se crede că erupțiile de azot gazos observate de Voyager 2 pe Triton se produc printr-un mecanism similar.
Ambele calote polare se acumulează în prezent, confirmând ciclul lui Milankovich prezis la scări temporale de ~400.000 și ~4.000.000 de ani. Măsurătorile efectuate de Mars Reconnaissance Orbiter SHARAD⁠(d) indică o creștere totală a calotei de ~0,24 km3/an. Din această cantitate, 92%, sau ~0,86 mm/an, se îndreaptă spre nord, deoarece circulația Hadley decalată a lui Marte acționează ca o pompă neliniară de substanțe volatile spre nord.

## Vântul solar
Marte și-a pierdut cea mai mare parte a câmpului magnetic în urmă cu aproximativ patru miliarde de ani. Ca urmare, vântul solar și radiațiile cosmice interacționează direct cu ionosfera marțiană. Acest lucru menține atmosfera mai subțire decât ar fi altfel prin acțiunea vântului solar care îndepărtează constant atomi din stratul atmosferic exterior. Cea mai mare parte a pierderilor atmosferice istorice de pe Marte pot fi atribuite acestui efect al vântului solar. Teoria actuală presupune o slăbire a vântului solar și, prin urmare, efectele actuale de îndepărtare a atmosferei sunt mult mai reduse decât cele din trecut, când vântul solar era mai puternic.

## Anotimpuri

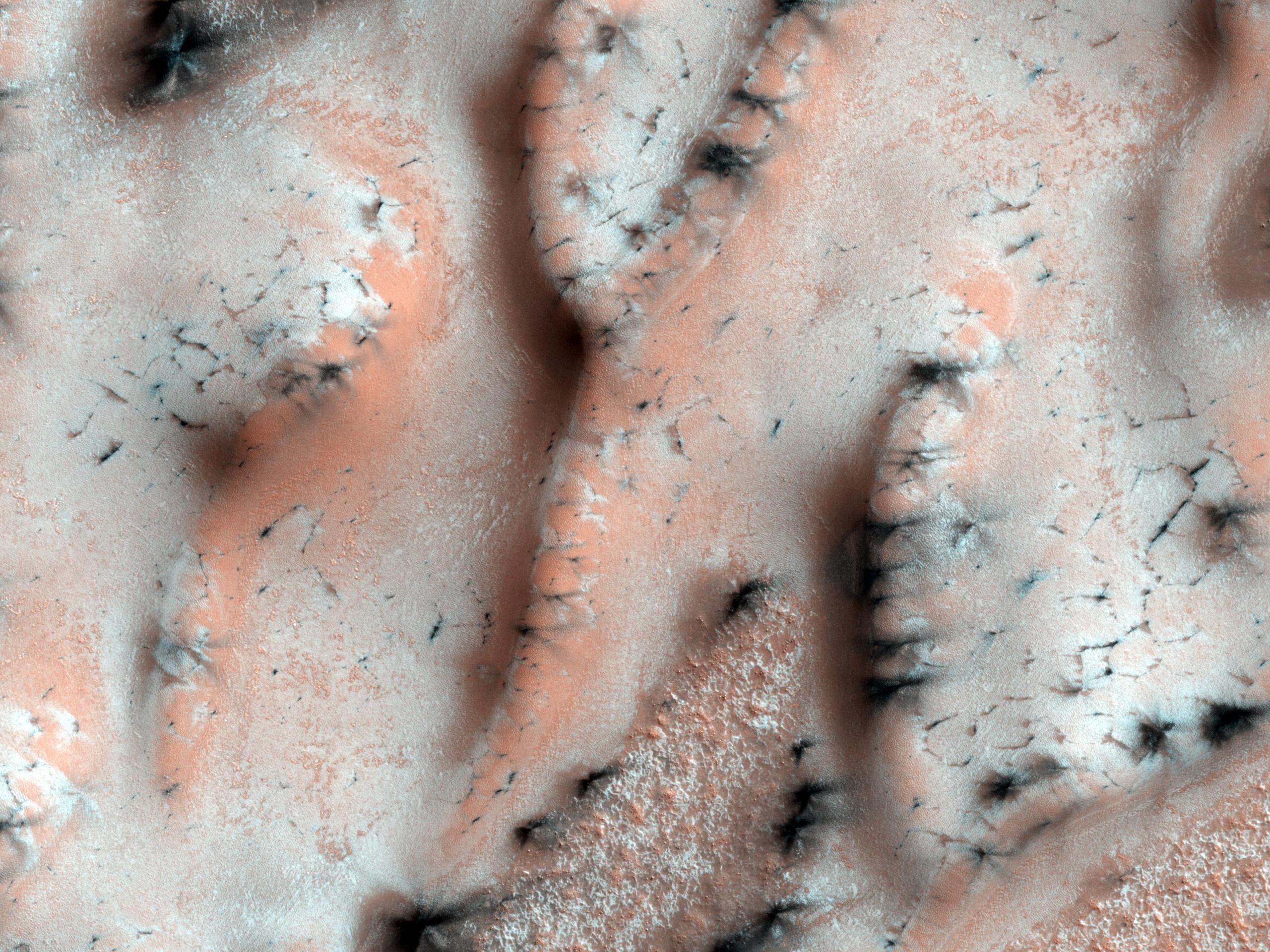
Primăvara, sublimarea face ca nisipul de sub stratul de gheață să formeze depozite în formă de evantai deasupra gheții sezoniere.

Marte are o înclinare axială de 25,2°. Acest lucru înseamnă că există anotimpuri pe Marte, la fel ca pe Pământ. Excentricitatea orbitei lui Marte este de 0,1, mult mai mare decât excentricitatea orbitală actuală a Pământului, de aproximativ 0,02. Excentricitatea mare face ca insolația de pe Marte să varieze pe măsură ce planeta orbitează în jurul Soarelui. (Anul marțian durează 687 de zile, aproximativ 2 ani tereștri.) Ca și pe Pământ, oblicitatea lui Marte domină anotimpurile, dar, din cauza excentricității mari, iernile din emisfera sudică sunt lungi și reci, în timp ce cele din nord sunt scurte și relativ calde.
În prezent, se crede că gheața s-a acumulat atunci când înclinația orbitală a planetei Marte era foarte diferită de cea actuală. (Axa pe care se rotește planeta are o „oscilație” considerabilă, ceea ce înseamnă că unghiul său se schimbă în timp). În urmă cu câteva milioane de ani, înclinarea axei planetei Marte era de 45 de grade, în loc de 25 de grade în prezent. Înclinarea sa, numită și oblicitate, variază foarte mult deoarece cele două luni minuscule ale sale nu o pot stabiliza precum luna Pământului.
Se crede că multe caracteristici de pe Marte, în special în patrulaterul Ismenius Lacus, conțin cantități mari de gheață. Cel mai popular model de origine a gheții este reprezentat de schimbările climatice cauzate de schimbările mari în înclinarea axei de rotație a planetei. În unele momente, înclinarea a fost chiar mai mare de 80 de grade. Modificările mari ale înclinării explică multe caracteristici bogate în gheață de pe Marte.

Studiile au arătat că, atunci când înclinarea planetei Marte ajunge la 45 de grade față de 25 de grade în prezent, gheața nu mai este stabilă la poli. În plus, la această înclinare mare, depozitele de dioxid de carbon solid (gheață carbonică) se sublimează, crescând astfel presiunea atmosferică. Această presiune crescută permite ca mai mult praf să fie reținut în atmosferă. Umiditatea din atmosferă va cădea sub formă de zăpadă sau de gheață pe granule de praf. Calculele sugerează că acest material se va concentra în latitudinile medii. Modelele de circulație generală a atmosferei marțiene prevăd acumulări de praf bogat în gheață în aceleași zone în care se găsesc elemente bogate în gheață. Atunci când înclinarea începe să revină la valori mai mici, gheața se sublimează (se transformă direct în gaz) și lasă în urmă un reziduu de praf. Depozitul de reziduu acoperă materialul de bază, astfel încât, la fiecare ciclu de niveluri ridicate de înclinare, o parte din mantaua bogată în gheață rămâne în urmă. Rețineți că stratul de mantaua de suprafață netedă reprezintă probabil doar material relativ recent. Mai jos sunt prezentate imagini ale straturilor din această manta netedă care cade din cer uneori.

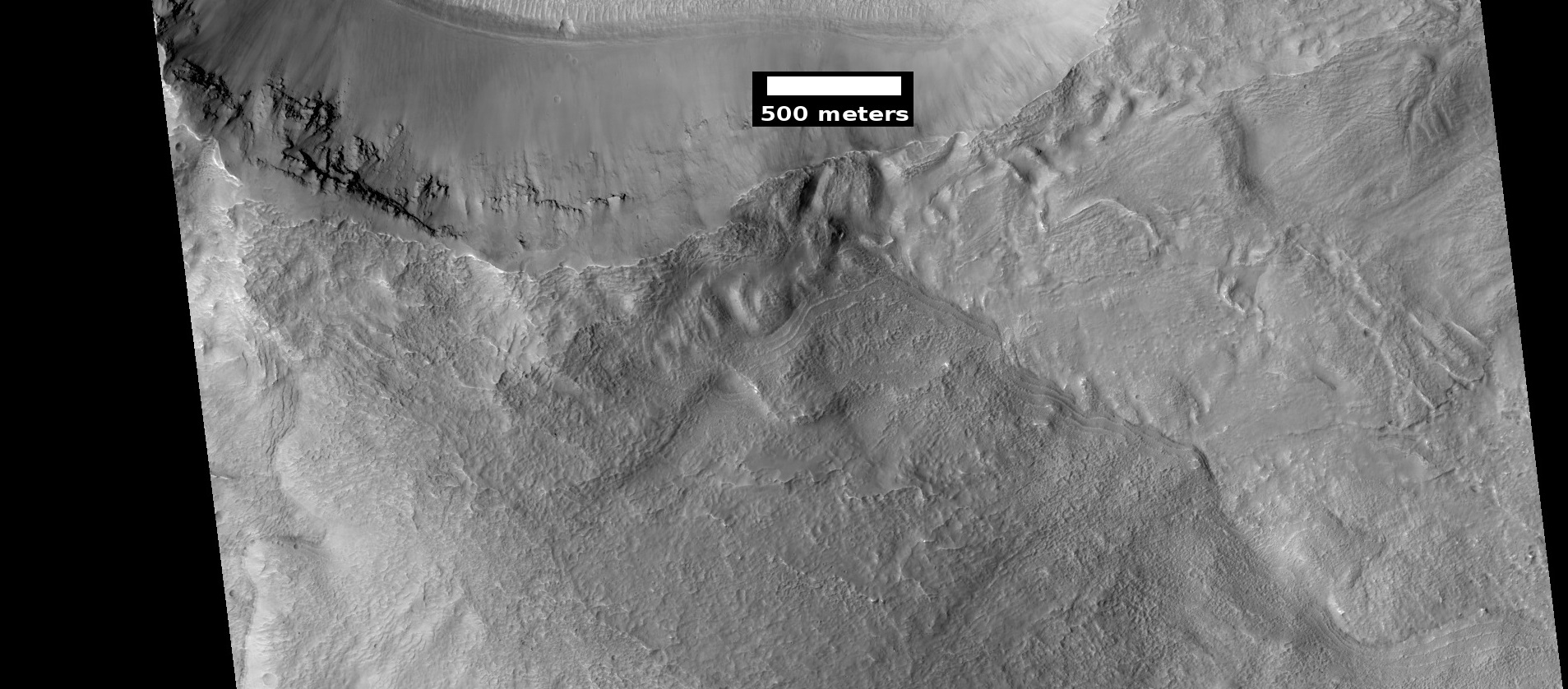
Mantaua netedă acoperă părți ale unui crater dinpatrulaterul Phaethontis. Stratificarea sugerează că mantaua a fost depozitată de mai multe ori.
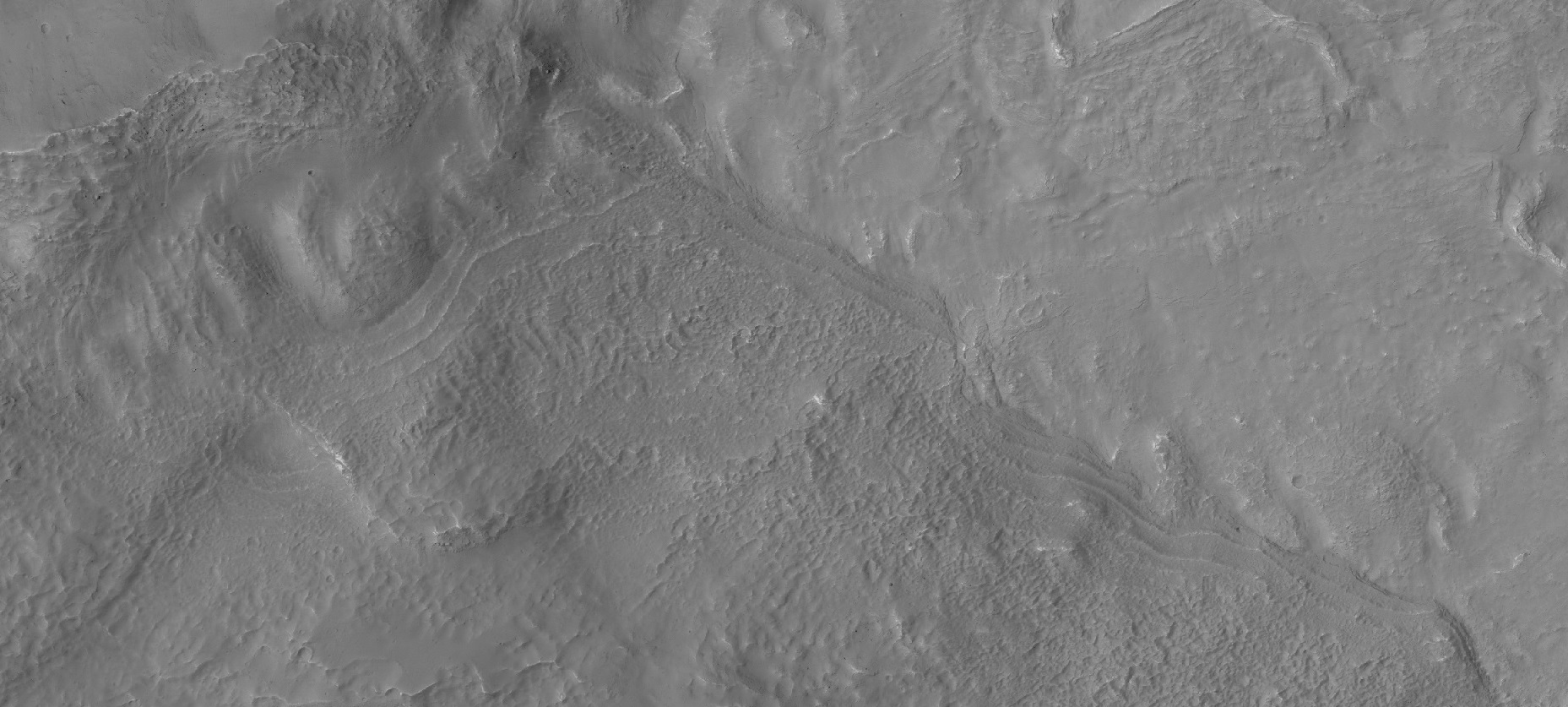
Extinderea imaginii anterioare a straturilor mantalei. Sunt vizibile patru sau cinci straturi. Imagine realizată în cadrul programului HiWish.

| Anotimp                          | Zilele lui Marte | Zilele Pământului |
| -------------------------------- | ---------------- | ----------------- |
| Primăvara nordică, toamna sudică | 193.30           | 92.764            |
| Vara nordică, iarna sudică       | 178,64           | 93.647            |
| Toamna nordică, primăvara sudică | 142,70           | 89.836            |
| Iarna noridcă, vara sudică       | 153,95           | 88.997            |

Precesia în alinierea oblicității și excentricității duce la încălzirea și răcirea globală (veri și ierni „mărețe”) cu o perioadă de 170.000 de ani.
La fel ca pe Pământ, oblicitatea planetei Marte suferă modificări periodice care pot duce la schimbări climatice de lungă durată. Din nou, efectul este mai pronunțat pe Marte, deoarece îi lipsește influența stabilizatoare a unei luni mari. Ca urmare, oblicitatea se poate modifica cu până la 45°. Jacques Laskar, de la Centrul Național pentru Cercetare Științifică din Franța, susține că efectele acestor schimbări climatice periodice pot fi observate în natura stratificată a calotei de gheață de la polul nordic marțian. Cercetările actuale sugerează că Marte se află într-o perioadă interglaciară caldă, care a durat mai mult de 100.000 de ani.
Deoarece sonda Mars Global Surveyor a putut observa Marte timp de 4 ani marțieni, s-a constatat că vremea marțiană este similară de la un an la altul. Orice diferențe erau direct legate de schimbările în energia solară care ajungea pe Marte. Oamenii de știință au reușit chiar să prezică cu precizie furtunile de praf care vor avea loc în timpul aterizării lui Beagle 2⁠(d). S-a descoperit că furtunile regionale de praf erau strâns legate de locul unde era disponibil praful.

## Dovezi ale schimbărilor climatice recente

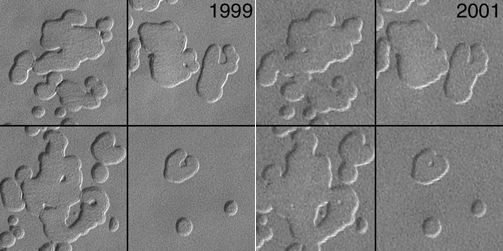
Gropi în calota glaciară polară sudică (MGS 1999, NASA)

În ultimii ani marțieni au avut loc schimbări regionale în jurul polului sud (Planum Australe⁠(d)). În 1999, Mars Global Surveyor a fotografiat gropi în stratul de dioxid de carbon înghețat de la polul sud marțian. Datorită formei și orientării lor izbitoare, aceste gropițe au devenit cunoscute sub numele de caracteristici de brânză elvețiană. În 2001, sonda a fotografiat din nou aceleași gropi și a constatat că acestea s-au mărit, îndepărtându-se cu aproximativ 3 metri într-un an marțian. Aceste caracteristici sunt cauzate de sublimarea stratului de gheață carbonică, expunând astfel stratul inert de apă înghețată. Observații mai recente indică faptul că gheața de la polul sud al planetei Marte continuă să se sublimeze. Gropile din gheață continuă să crească cu aproximativ 3 metri pe an marțian. Malin afirmă că, în prezent, condițiile de pe Marte nu sunt favorabile formării de gheață nouă. Un comunicat de presă al NASA indică faptul că „schimbările climatice [sunt] în desfășurare” pe Marte. Într-un rezumat al observațiilor efectuate cu Mars Orbiter Camera, cercetătorii au speculat că este posibil ca o parte din gheața carbonică să se fi depus între misiunea Mariner 9 și misiunea Mars Global Surveyor. Pe baza ratei actuale de pierdere, depozitele de astăzi ar putea dispărea într-o sută de ani.
În alte părți ale planetei, zonele de latitudine joasă au mai multă apă înghețată decât ar trebui să aibă în condițiile climatice actuale. Mars Odyssey „ne oferă indicii privind schimbările climatice globale recente de pe Marte”, a declarat Jeffrey Plaut, cercetător de proiect pentru această misiune la Jet Propulsion Laboratory al NASA, într-o lucrare publicată în 2003, care nu a fost supusă unei evaluări de către experți.

### Teorii de atribuire

#### Modificări polare
Colaprete și colaboratorii au efectuat simulări cu ajutorul modelului de circulație generală a planetei Marte, care arată că climatul local din jurul polului sud marțian ar putea fi în prezent într-o perioadă instabilă. Instabilitatea simulată își are rădăcinile în geografia regiunii, ceea ce îi determină pe autori să speculeze că sublimarea gheții polare este mai degrabă un fenomen local decât unul global. Cercetătorii au arătat că, chiar și în cazul unei luminozități solare constante, polii sunt capabili să sară între stările de depunere sau pierdere de gheață. Factorul declanșator al schimbării stărilor ar putea fi fie creșterea încărcăturii de praf în atmosferă, fie o schimbare de albedo datorată depunerii de apă înghețată pe calota polară. Această teorie este oarecum problematică din cauza lipsei de depunere de gheață după furtuna globală de praf din 2001. O altă problemă este aceea că acuratețea modelului de circulație generală a planetei Marte scade pe măsură ce scara fenomenului devine mai locală.
S-a argumentat că „schimbările regionale observate în acoperirea de gheață polară sudică se datorează aproape cu siguranță unei tranziții climatice regionale, nu unui fenomen global, și este evident că nu au legătură cu forțarea externă”. Scriind într-un articol de știri pentru Nature, editorul șef de știri și articole, Oliver Morton, a declarat: „Încălzirea altor corpuri solare a fost preluată de scepticii climatici. Pe Marte, încălzirea pare să se datoreze prafului care se împrăștie și scoate la iveală pete mari de rocă bazaltică neagră care se încălzește în timpul zilei.”

## Locuibilitate
Deși, în starea sa actuală, Marte nu este locuibilă pentru oameni, mulți oameni au sugerat teraformarea planetei Marte pentru a schimba clima și a o face mai locuibilă pentru oameni. În special, Elon Musk a sugerat detonarea de arme nucleare asupra calotelor de gheață de pe Marte pentru a elibera vapori de apă și dioxid de carbon, ceea ce ar încălzi planeta în mod semnificativ, suficient de mult pentru a o face, eventual, locuibilă pentru oameni.

## Zonele climatice
Zonele climatice terestre au fost definite mai întâi de Wladimir Köppen pe baza distribuției grupelor de vegetație. Clasificarea climei se bazează, de asemenea, pe temperatură, precipitații și se clasifică în funcție de diferențele în distribuția sezonieră a temperaturii și precipitațiilor; există un grup separat pentru climatele extrazonale, cum ar fi cele de la altitudini mari. Marte nu are nici vegetație, nici precipitații, astfel încât orice clasificare climatică ar putea fi bazată doar pe temperatură; o rafinare suplimentară a sistemului ar putea fi bazată pe distribuția prafului, conținutul de vapori de apă, apariția zăpezii. Zonele climatice solare pot fi, de asemenea, ușor de definit pentru Marte.

## Misiuni actuale
Sonda Mars Odyssey 2001⁠(d) orbitează în prezent în jurul planetei Marte și efectuează măsurători ale temperaturii atmosferice globale cu ajutorul instrumentului TES. Mars Reconnaissance Orbiter face în prezent observații zilnice de pe orbită privind vremea și clima. Unul dintre instrumentele sale, Mars Climate Sounder, este specializat pentru observarea climei. MSL a fost lansat în noiembrie 2011 și a aterizat pe Marte la 6 august 2012. Orbiterii MAVEN, Mangalyaan și TGO orbitează în prezent în jurul planetei Marte și îi studiază atmosfera.
- Raport meteorologic actual pe Marte de către roverul Curiosity
- Raport meteorologic actual pe Marte de către aterizatorul InSight